# 榎列バスストップ
榎列バスストップ（えなみバスストップ）とは、兵庫県南あわじ市榎列松田の神戸淡路鳴門自動車道本線上にあるバス停留所である。
西に三原川・東に兵庫県道66号大谷鮎原神代線に挟まれた場所にある。

## 発着バス
交通系ICカードは神戸市内発着路線で利用可能（みなと観光バスはPiTaPa利用不可）

### クローズドドアシステム
- 淡路交通・神姫バス・本四海峡バス共同運行
  - ■速達タイプ（一部便を除く） 高速舞子・神戸三宮（神姫バス三ノ宮バスターミナル）・新神戸駅・神戸空港

- みなと観光バス単独運行
  - 淡路島線　三ノ宮

### その他
- 淡路交通単独運行
  - 舞子・福良線（■各停タイプ） 福良 - 高速舞子
  - 洲本バスセンター - 高速鳴門または鳴門駅前 - 徳島

## 接続交通機関
- らん・らんバス（南あわじ市コミュニティバス）
- 無料駐車場あり（北緯34度19分11.7秒 東経134度46分16.6秒：南あわじ市榎列松田592番地7）

## 周辺
- 南あわじ市立榎列小学校
- おのころ島神社（大きな鳥居で近隣では有名）

## 隣
E28神戸淡路鳴門自動車道
(PA/BS)緑PA/BS - 榎列BS - (9)西淡三原IC